# Joseph McDivitt
Joseph Benjamin McDivitt (23 luglio 1917 – Newhall, 20 gennaio 2019) è stato un ufficiale statunitense.

## Biografia
Joseph McDivitt era un colonnello in pensione dell'esercito americano che il 28 aprile 1945 aiutò il colonnello dell'esercito svizzero Mario Martinoni nel risolvere la presenza di più di 300 militari tedeschi al confine Italo-Svizzero di Chiasso.
Nel 2010 ha partecipato alla commemorazione dei fatti di Chiasso suscitando una forte simpatia negli abitanti della regione.
Il 1º agosto 2011, in occasione dei festeggiamenti per la festa nazionale svizzera, gli è stata conferita dal sindaco Moreno Colombo, e dalla vicesindaco Roberta Pantani, la cittadinanza onoraria.
Il 23 luglio 2017 ha raggiunto il traguardo dei cent'anni.
Il 20 gennaio 2019 è morto a Newhall, California, all'età di 101 anni.

## Galleria d'immagini

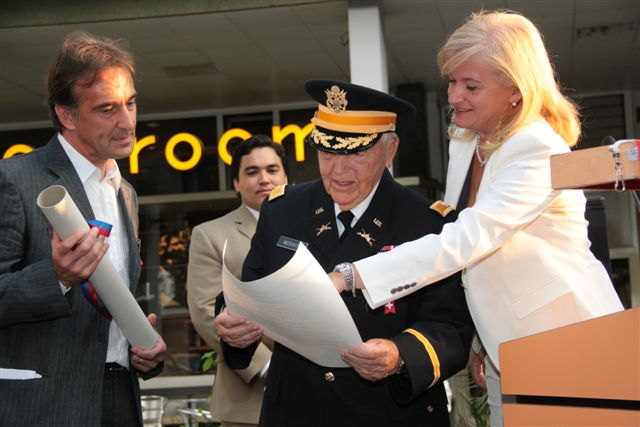
Conferimento della cittadinata onoraria da parte delle autorità di Chiasso
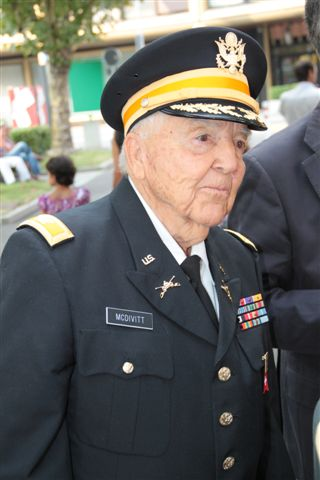
Il colonnello McDivitt nel 2011